# You Need to Calm Down
"You Need to Calm Down" is een nummer van de Amerikaanse zangeres Taylor Swift. Het werd uitgebracht op 14 juni 2019 door Republic Records als de tweede sigle van Swifts zevende studioalbum Lover.

## Achtergrond en promotie
Op 13 juni hield Taylor Swift een livestream op Instagram waarin zij meer over haar zevende album zou vertellen. Tijdens deze livestream maakte Swift de titel en releasedatum van haar nieuwe album bekend. Ook vertelde ze dat ze een nieuw nummer zou uitbrengen om middernacht (in de VS). Op 14 juni verscheen een video met songtekst van "You Need to Calm Down" op Swifts YouTubekanaal en werd het nummer beschikbaar bij streamingdiensten.
Volgens Swift gaat het nummer over mensen die veel energie steken in negatieve opmerkingen en gedrag, waarvan Swift vindt dat ze het rustig aan moeten doen ("calm down").

## Videoclip
De videoclip van "You Need to Calm Down" werd uitgebracht op 17 juni. In de clip verschenen naast Swift vele beroemdheden, waaronder Ellen DeGeneres, Hayley Kiyoko, Todrick Hall, Laverne Cox en Jesse Tyler Ferguson. Veel van deze personen identificeren zich als lhbt. Ook Katy Perry was te zien in de clip. Zij en Swift omhelsden elkaar, wat werd gezien als teken dat ze de vete, die de twee sinds 2014 hadden, publiekelijk was beëindigd. Aan het eind van de videoclip deed Swift een oproep om haar petitie voor gelijke rechten voor lhbti personen te tekenen.

## Prijzen en nominaties
De videoclip van "You Need to Calm Down" werd in 2019 genomineerd voor negen MTV Video Music Awards, waaronder de belangrijkste prijs, namelijk video van het jaar. Daarmee was het dat jaar de videoclip met de meeste nominaties. Uiteindelijk won "You Need to Calm Down" de prijs voor (beste) videoclip van het jaar en voor (beste) videoclip met een goed doel. Na "Bad Blood" was dit de tweede keer dat Swift de prijs voor video van het jaar won, wat haar de vierde artiest maakt die dit ooit heeft gedaan. 
Daarnaast werd "You Need to Calm Down" genomineerd voor een Grammy Award voor het beste popoptreden in 2020. Deze nominatie werd echter niet verzilverd. Ten slotte won de videoclip van "You Need to Calm Down" de prijs voor beste videoclip bij de American Music Awards in 2019.

## Uitvoeringen en covers
Swift vertolkte "You Need to Calm Down" bij verschillende gelegenheden, waaronder het Amazon Prime Day concert, de MTV Video Music Awards en kerstconcerten van Capital FM en iHeartRadio. Ook trad ze met "You Need to Calm Down" op bij haar City of Lover concert in Parijs. Deze versie werd later uitgegeven als onderdeel van de "Live from Paris" singles.
De Britse band Yonaka bracht in 2019 een cover van "You Need to Calm Down" uit als onderdeel van hun Spotify Singles.

## Hitnoteringen
In de Verenigde Staten belandde "You Need to Calm Down" op de tweede plek in de Billboard Hot 100. In verschillende andere landen belandde het nummer in de top tien. In Nederland kwam het nummer niet verder dan een 26ste (Top 40), 28ste (Single Top 100) en 25ste (Mega Top 30) plek. In Vlaanderen kwam "You Need to Calm Down" niet verder dan de Tipparade.

### Nederlandse Top 40
| Hitnotering: 29-06-2019 t/m 27-07-2019 | Hitnotering: 29-06-2019 t/m 27-07-2019 | Hitnotering: 29-06-2019 t/m 27-07-2019 | Hitnotering: 29-06-2019 t/m 27-07-2019 | Hitnotering: 29-06-2019 t/m 27-07-2019 | Hitnotering: 29-06-2019 t/m 27-07-2019 | Hitnotering: 29-06-2019 t/m 27-07-2019 |
| Week:                                  | 1                                      | 2                                      | 3                                      | 4                                      | 5                                      |                                        |
| -------------------------------------- | -------------------------------------- | -------------------------------------- | -------------------------------------- | -------------------------------------- | -------------------------------------- | -------------------------------------- |
| Positie:                               | 34                                     | 26                                     | 26                                     | 36                                     | 37                                     | uit                                    |

### NederlandseSingle Top 100
| Hitnotering: (Week 1 t/m 8) 22-06-2019 t/m 10-08-2019 Hitnotering: (Week 9) 31-08-2019 | Hitnotering: (Week 1 t/m 8) 22-06-2019 t/m 10-08-2019 Hitnotering: (Week 9) 31-08-2019 | Hitnotering: (Week 1 t/m 8) 22-06-2019 t/m 10-08-2019 Hitnotering: (Week 9) 31-08-2019 | Hitnotering: (Week 1 t/m 8) 22-06-2019 t/m 10-08-2019 Hitnotering: (Week 9) 31-08-2019 | Hitnotering: (Week 1 t/m 8) 22-06-2019 t/m 10-08-2019 Hitnotering: (Week 9) 31-08-2019 | Hitnotering: (Week 1 t/m 8) 22-06-2019 t/m 10-08-2019 Hitnotering: (Week 9) 31-08-2019 | Hitnotering: (Week 1 t/m 8) 22-06-2019 t/m 10-08-2019 Hitnotering: (Week 9) 31-08-2019 | Hitnotering: (Week 1 t/m 8) 22-06-2019 t/m 10-08-2019 Hitnotering: (Week 9) 31-08-2019 | Hitnotering: (Week 1 t/m 8) 22-06-2019 t/m 10-08-2019 Hitnotering: (Week 9) 31-08-2019 | Hitnotering: (Week 1 t/m 8) 22-06-2019 t/m 10-08-2019 Hitnotering: (Week 9) 31-08-2019 | Hitnotering: (Week 1 t/m 8) 22-06-2019 t/m 10-08-2019 Hitnotering: (Week 9) 31-08-2019 | Hitnotering: (Week 1 t/m 8) 22-06-2019 t/m 10-08-2019 Hitnotering: (Week 9) 31-08-2019 |
| Week:                                                                                  | 1                                                                                      | 2                                                                                      | 3                                                                                      | 4                                                                                      | 5                                                                                      | 6                                                                                      | 7                                                                                      | 8                                                                                      |                                                                                        | 9                                                                                      |                                                                                        |
| -------------------------------------------------------------------------------------- | -------------------------------------------------------------------------------------- | -------------------------------------------------------------------------------------- | -------------------------------------------------------------------------------------- | -------------------------------------------------------------------------------------- | -------------------------------------------------------------------------------------- | -------------------------------------------------------------------------------------- | -------------------------------------------------------------------------------------- | -------------------------------------------------------------------------------------- | -------------------------------------------------------------------------------------- | -------------------------------------------------------------------------------------- | -------------------------------------------------------------------------------------- |
| Positie:                                                                               | 28                                                                                     | 29                                                                                     | 36                                                                                     | 52                                                                                     | 74                                                                                     | 61                                                                                     | 63                                                                                     | 70                                                                                     | uit                                                                                    | 73                                                                                     | uit                                                                                    |

### NederlandseMega Top 50
| Hitnotering: 29-06-2019 t/m 03-08-2019 | Hitnotering: 29-06-2019 t/m 03-08-2019 | Hitnotering: 29-06-2019 t/m 03-08-2019 | Hitnotering: 29-06-2019 t/m 03-08-2019 | Hitnotering: 29-06-2019 t/m 03-08-2019 | Hitnotering: 29-06-2019 t/m 03-08-2019 | Hitnotering: 29-06-2019 t/m 03-08-2019 | Hitnotering: 29-06-2019 t/m 03-08-2019 |
| Week:                                  | 1                                      | 2                                      | 3                                      | 4                                      | 5                                      | 6                                      |                                        |
| -------------------------------------- | -------------------------------------- | -------------------------------------- | -------------------------------------- | -------------------------------------- | -------------------------------------- | -------------------------------------- | -------------------------------------- |
| Positie:                               | 50                                     | 25                                     | 42                                     | 46                                     | 49                                     | 50                                     | uit                                    |

### NPO Radio 2 Top 2000
| Nummer met noteringen in de NPO Radio 2 Top 2000 | '23 | '24  |
| ------------------------------------------------ | --- | ---- |
| You Need to Calm Down                            | 880 | 1101 |

1. ↑  Een vetgedrukt getal geeft de hoogste notering aan.
2. ↑  2023 was het eerste jaar met een notering voor dit nummer.